# Campionatele europene de gimnastică feminină din 1959
Campionatele europene de gimnastică feminină din 1959, care au reprezentat a doua ediție a competiției gimnasticii artistice feminine a "bătrânului continent", au avut loc în orașul Cracovia din Polonia.
Datorită valorii mondiale a gimnasticii europene din acea vreme, clasamentele campionatelor europene de gimnastică feminină au fost similare, pentru foarte mulți ani, cu replica lor mondială.

## Rezultate

### Individual compus
| Loc | Țară                        | Gimnastă         | Sărituri | Paralele inegale | Bârnă | Sol   | Total  |
| --- | --------------------------- | ---------------- | -------- | ---------------- | ----- | ----- | ------ |
|     | Polonia                     | Natalia Kot      | 9.667    | 9.300            | 9.533 | 9.333 | 37.833 |
|     | România                     | Elena Teodorescu | 9.467    | 9.567            | 9.533 | 9.200 | 37.767 |
|     | România                     | Sonia Iovan      | 9.400    | 9.367            | 9.367 | 9.267 | 37.401 |
| 4   | Ungaria                     | Aniko Ducza      | 9.433    | 9.433            | 9.468 | 8.967 | 37.300 |
| 5   | Cehoslovacia                | Eva Bosakova     | 9.167    | 9.100            | 9.533 | 9.467 | 37.267 |
| 6   | Republica Democrată Germană | Ingrid Fost      | 9.467    | 9.467            | 9.467 | 8.833 | 37.234 |
| 7   | Uniunea Sovietică           | Polina Astakhova | 9.433    | 9.700            | 9.667 | 8.233 | 37.033 |
| 8   | Cehoslovacia                | Vera Caslavska   | 9.457    | 8.233            | 9.333 | 9.666 | 36.666 |
| 9   | Ungaria                     | Olga Tass        | 9.033    | 9.300            | 9.533 | 8.767 | 36.633 |
| 10  | Bulgaria                    | Tetranka Dimova  | 9.567    | 8.867            | 9.233 | 9.133 | 36.600 |

### Finale pe aparate

#### Sărituri
| Loc | Țară                        | Gimnastă         | Punctaj |
| --- | --------------------------- | ---------------- | ------- |
|     | Polonia                     | Natalia Kot      | 19.010  |
|     | Cehoslovacia                | Vera Caslavska   | 18.967  |
|     | Republica Democrată Germană | Ingrid Fost      | 18.934  |
| 4   | România                     | Elena Teodorescu | 18.867  |
| 5   | Iugoslavia                  | Marjana Bilic    | 18.766  |
| 6   | Franța                      | Daniele Sicot    | 18.733  |

#### Paralele inegale
| Loc | Țară                        | Gimnastă         | Punctaj |
| --- | --------------------------- | ---------------- | ------- |
|     | Uniunea Sovietică           | Polina Astakhova | 19.467  |
|     | România                     | Elena Teodorescu | 19.232  |
|     | Republica Democrată Germană | Ingrid Fost      | 19.034  |
| 4   | Ungaria                     | Aniko Ducza      | 18.800  |
| 5   | România                     | Sonia Iovan      | 18.800  |
| 6   | Uniunea Sovietică           | Tamara Manina    | 18.734  |

#### Bârnă
| Loc | Țară         | Gimnastă         | Punctaj |
| --- | ------------ | ---------------- | ------- |
|     | Cehoslovacia | Vera Caslavska   | 19.166  |
|     | România      | Sonia Iovan      | 18.867  |
|     | Polonia      | Natalia Kot      | 18.800  |
| 4   | Cehoslovacia | Eva Bosakova     | 18.634  |
| 5   | Bulgaria     | Tetranka Dimova  | 18.333  |
| 6   | România      | Elena Teodorescu | 17.733  |

#### Sol
| Loc | Țară              | Gimnastă         | Punctaj |
| --- | ----------------- | ---------------- | ------- |
|     | Uniunea Sovietică | Polina Astakhova | 19.400  |
|     | Uniunea Sovietică | Tamara Manina    | 19.200  |
|     | Cehoslovacia      | Eva Bosakova     | 19.100  |
| 4   | România           | Elena Teodorescu | 19.033  |
| 5   | Ungaria           | Olga Tass        | 18.966  |
| 6   | Polonia           | Natalia Kot      | 18.833  |